# Orchestina okitsui
Orchestina okitsui är en spindelart som beskrevs av Ryoji Oi 1958. Orchestina okitsui ingår i släktet Orchestina och familjen dansspindlar. Inga underarter finns listade i Catalogue of Life.